# Ormskinnsgurami
Ormskinnsgurami (Trichogaster pectoralis) är en fiskart som först beskrevs av Regan, 1910.  Ormskinnsgurami ingår i släktet Trichogaster och familjen Osphronemidae. IUCN kategoriserar arten globalt som livskraftig. Inga underarter finns listade i Catalogue of Life.